# Покровский Спиртзавод
Покровский Спиртзавод — посёлок в Болховском районе Орловской области. Входит в состав Однолуцкого сельского поселения. Население — 6 чел. (2010).

## География
Посёлок находится в северной части Орловской области, в лесостепной зоне, в пределах центральной части Среднерусской возвышенности. Расположен около ручья Березуй.
Географическое положение: в 11 километрах от районного центра — города Болхов, в 50 километрах от областного центра — города Орёл и в 277 километрах от столицы — Москвы.
Часовой пояс
Посёлок Покровский Спиртзавод, как и вся Орловская область, находится в часовой зоне МСК (московское время). Смещение применяемого времени относительно UTC составляет +3:00.

## Население
| 2010 |
| ---- |
| 6    |

## Великая Отечественная война

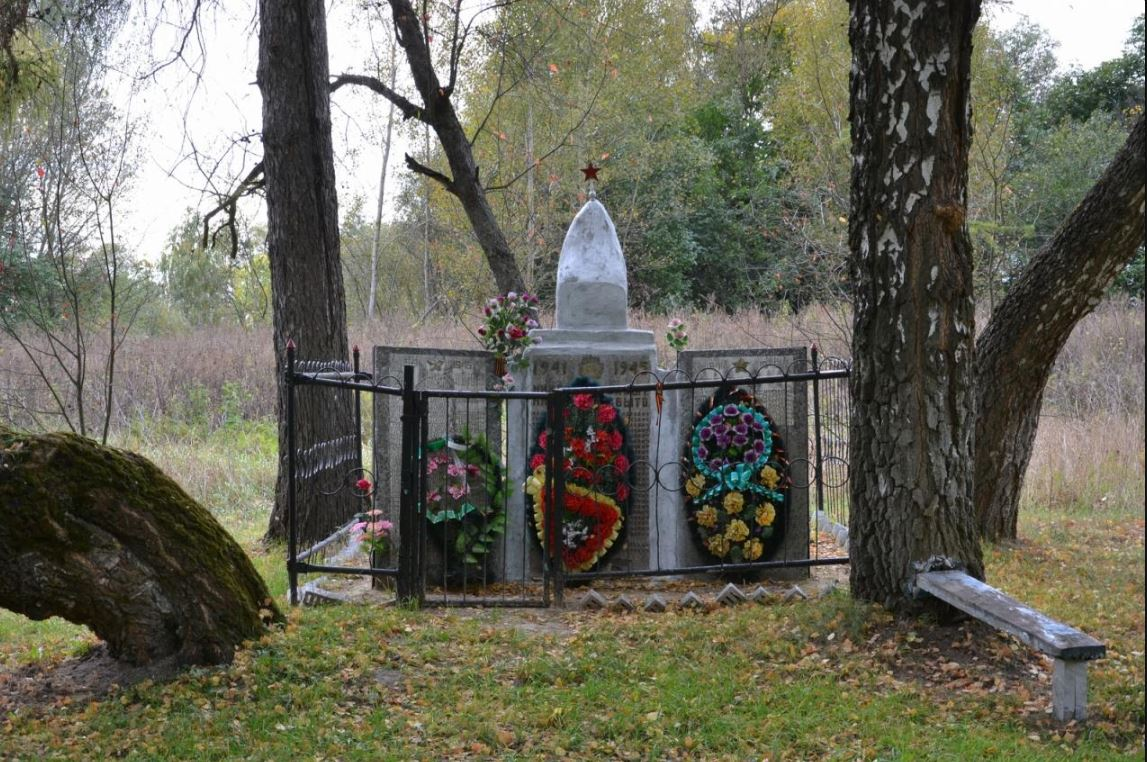
Братская могила в посёлке Покровский Спиртзавод

На территории поселка расположена братская могила 136 павших защитников родины, из 77 гв. стрелковой дивизии, 80 отдельной танковой бригады, перезахоронненых из посёлка Бычковский, деревни Мартыновка.